# اینگرید ماری اسپورد
اینگرید ماری اسپورد (انگلیسی: Ingrid Marie Spord؛ زادهٔ ۱۲ ژوئیهٔ ۱۹۹۴) بازیکن فوتبال است.
وی همچنین در تیم ملی فوتبال زنان نروژ بازی کرده‌است.